# Jacyr Francisco Braido
Dom Jacyr Francisco Braido, CS (Roca Sales, 17 de abril de 1940) é um religioso scalabriniano e bispo-emérito da Diocese de Santos, no Brasil.

## Biografia
Filho de Clemente João Braido e Celestina Vignatti Braido, Jacyr Francisco ingressou no Seminário São Carlos, dos Missionários de São Carlos (Scalabrinianos), em Guaporé, em 1952, onde fez os primeiros estudos e noviciado em 1958, e a primeira profissão religiosa em 1959.
Cursou Filosofia no Seminário Maior João XXIII, em São Paulo/SP. Obteve a licença em Teologia na Faculdade Nossa Senhora da Assunção, em São Paulo. Foi ordenado sacerdote em 22 de fevereiro de 1970 em Guaporé/RS. Entre 1986 e 1992, permaneceu em Roma como Conselheiro e Vigário Geral da Congregação dos Missionários de São Carlos. Regressou ao Brasil em 1993 e em 22 de fevereiro de 1995 é nomeado Bispo Coadjutor da Diocese de Santos. Em 30 de abril de 1995 é ordenado bispo em Serafina Corrêa-RS. E com a renúncia de Dom David Picão, iniciou o governo diocesano no dia 26 de julho de 2000.
Publicou o livro "O Bairro que Chegou num Navio".
Ele também é conhecido por todos os anos, no dia 8 de setembro, celebrar a grandiosa festa dedicada a Nossa Senhora do Monte Serrat, padroeira da cidade de Santos. Obteve grande papel na difusão da devoção a Virgem do Monte Serrat que, pela tradição e história, salvou a cidade de Santos contra um ataque de piratas holandeses. A celebração teve a aprovação do Papa João Paulo II.